# Alemán de Pensilvania
El alemán de Pensilvania (Pennsilfaanisch-Deitsch, Pennsilfaani-Deitsch) es una variedad lingüística perteneciente a las lenguas altogermánicas (más específicamente, una variedad altogermánica central occidental Westmitteldeutsch, en alemán) y que 300 000 a 350 000 personas en Norteamérica hablaban en 2018. El dialecto en Alemania que más se parece al alemán de Pensilvania es el alemán del Palatinado. El dialecto se lleva hablando en América del Norte desde hace más de 300 años.
En inglés se le llama Pennsylvania Dutch por el parecido entre la palabra alemana deutsch, que significa «alemán», con la palabra inglesa Dutch, que significa «neerlandés».
Actualmente la mayoría de los hablantes pertenecen a las confesiones amish y menonitas de la antigua orden, que están establecidos en alrededor de 30 estados de los Estados Unidos, sobre todo en Pensilvania, Ohio e Indiana, así como en Ontario (Canadá).

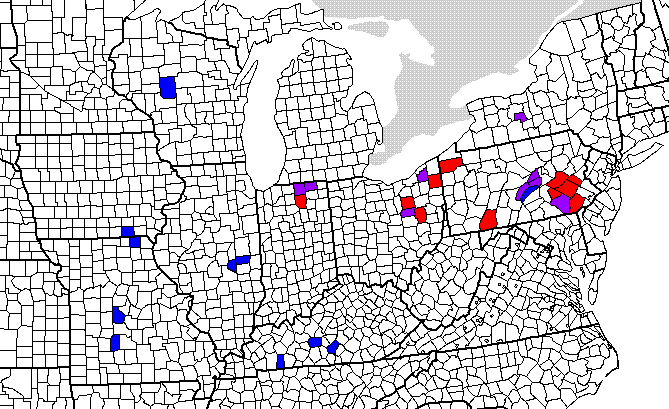
En azul: Los condados con mayor proporción de hablantes de alemán de Pensilvania.
En rojo: Los condados con mayor número de hablantes de alemán de Pensilvania.